# Chassal
Chassal era una comuna francesa que estaba situada en el departamento de Jura, de la región de Borgoña-Franco Condado que el 1 de enero de 2019 pasó a formar parte de la comuna nueva de Chassal-Molinges.

## Historia
En 1822 absorbe la comuna de Marignat.

## Demografía
| Gráfica de evolución demográfica de Chassal entre 1800 y 2016 |
|                                                               |

Los datos demográficos contemplados en este gráfico de la comuna de Chassal se han cogido de 1800 a 1999 de la página francesa EHESS/Cassini, y los demás datos de la página del INSEE.